# 无党制民主
无党制民主，又称无党派民主，是一种代議制制度。

## 概述
实行无党制民主的国家和地区，会定时举行普选，但没有政党参与选举。有时，为了避免影响他人的决定，或制造一种不确定的气氛，可能会禁止进行助选甚至讨论候选人。
在许多国家，虽然总理和议会是由党派选举产生的，國家元首却是无党派的。这些国家元首须对政党政治保持中立。在一些议会制或半总统制国家，一些总统是无党派或得到跨党派支持的。
无党制可能是法律上的，这意味着政党要么被完全取締，要么被法律禁止参加特定级别的政府选举。而如果一个国家没有这样的法律但没有政党，就属于事实上的无党制国家。
作为国家而言，事实上的无党制国家大多人口很少，如纽埃、图瓦卢和帕劳。几个波斯湾国家，诸如阿曼和科威特，在法律上是无党制的。这些政府的立法机构通常只具有咨询功能，因为它们可以对行政部门提出的法律进行评审，但却不能自己制定法律。法律上的无党派国家政府有时类似于一党制国家，但后一种类型的政府明确要求所有官员必须加入一个政党。
如果没有在法律上限制政党，无党派政府内部的派系可能会演变成政党。美利坚合众国最初不存在拥有政治权力的政党，但独立后不久，这些政党就发展起来了。

## 与其他政治制度的比较
无党派制度与一党制的不同之处在于，一党制中，当权的政治派系以政党自居，在这个政党成员的资格可能会为党员提供非党员无法获得的利益。一党制政府通常要求政府官员加入执政党，且以各个等级的党的机构作为政府机构的核心，迫使公民接受某种党的意识形态，并可能通过将所有其他政党定为非法组织以加强对政府的控制。而无党派政府的成员可能代表许多不同的意识形态。中国与古巴等各种共产主义国家是一党制国家，尽管国会议员的候选人并非是通过党内选举产生的。
直接民主可以被认为是无党派的，因为公民自己投票来决定法律的存废和修改，而不是选出代表来决定。但是，直接民主也可以是有党派的，如果直接民主中政治派系赋予其成员非成员所没有的权利或特权，就属于有党派民主。

## 历史上的例子
古希腊民主就属于无党派民主，有资格的选民自行投票决定法律而不是选举出代表。
罗马共和国的公职选举也是无党派的，尽管元老院中出现了平民派与改革派等非正式的派系。

## 现在的例子
- 帛琉
- 努納福特地區

## 相关评论
巴哈伊教认为，党派既不是民主的必要条件，也不是民主制度的积极因素。